# Матије
Матије (итал. Mattie) је насеље у Италији у округу Торино, региону Пијемонт.
Према процени из 2011. у насељу је живело 627 становника. Насеље се налази на надморској висини од 732 м.

## Становништво
Према резултатима пописа становништва 2011. у општини је живело 707 становника.
| 1936. | 1951. | 1961. | 1971. | 1981. | 1991. | 2001. | 2011. |
| ----- | ----- | ----- | ----- | ----- | ----- | ----- | ----- |
| 1.532 | 1.316 | 1.021 | 824   | 672   | 662   | 702   | 707   |